# Брукс Ньюмарк
Брукс Філіп Віктор Ньюмарк(нар. 8 травня 1958) — колишній британський консервативний політик, член парламенту та міністр. Він був обраний членом парламенту від Брейнтрі на загальних виборах 2005 року та склав свою кандидатуру на загальних виборах 2015 року.
До приходу в політику він займався різними бізнесами та був старшим партнером у приватній інвестиційній фірмі. Ньюмарк є запрошеним викладачем Оксфордського університету та став запрошеним лектором з політології після завершення своєї парламентської кар'єри. Він є засновником благодійної організації «Партнер в освіті», учасником кампанії з боротьби з безпритульністю та членом Консультативної групи Rough Sleeping, яка консультує Міністерство внутрішніх справ.

## Політична позиція
Всього через кілька днів після початку російського вторгнення в Україну він брав участь в евакуації цивільних осіб України з польського кордону до низки європейських країн. У міру розвитку війни Ньюмарк заснував благодійну організацію «Ангели за Україну» для евакуації цивільних осіб та поранених солдатів, а також для доставки необхідної гуманітарної допомоги вздовж лінії фронту та деокупованих районів, а також для організації реабілітації. Ньюмарк розширив свою роботу, перемістившись ближче до лінії фронту для евакуації жінок, дітей та людей похилого віку. Станом на січень 2024 року Ньюмарк евакуював понад 35 000 цивільних осіб та поранених солдатів у безпечне місце.
Брукс Ньюмарк інвестував $5 млн у британсько-український стартап Trypillian, який розробляє далекобійні дрони. Його співзасновник — учасник боїв за Бахмут і Соледар Іван Матвейченко.

## Інтернет-ресурси
- Офіційний сайт
- James Cleverly's blog